# Beyond Visual Range
Beyond Visual Range (engl. für: außerhalb der Sichtweite), abgekürzt BVR, ist in der militärischen Luftfahrt eine Bezeichnung für Objekte und Geschehnisse in der Luft und am Boden außerhalb der Sichtweite eines Piloten. Der Sichtradius eines Kampfpiloten beträgt ungefähr 10 Seemeilen (rund 18,5 km). Auch bei einer höheren Sichtweite sind Objekte, die sich außerhalb dieses Bereiches befinden, zu klein, um sie noch visuell zu erfassen und müssen daher mit elektronischen Mitteln (z. B. Radar) dargestellt werden.

## BVR-Taktiken
BVR-Taktiken können auch als Abfangtaktiken bezeichnet werden. Kampfjets, welche über keine oder unzureichende BVR-Ausrüstung verfügen (z. B. erste/frühe Versionen der MiG-29), können sowohl Angriffs- wie auch Abwehrmaßnahmen erst spät einleiten, was einen enormen Nachteil bedeutet. Kampfpiloten in Flugzeugen mit BVR-Ausrüstung, die sich im Luftkampf gegen Flugzeuge mit eingeschränkter Avionik befinden, versuchen noch während der BVR-Phase hinter ihren Gegner zu gelangen, um eine bessere Schussposition zu erhalten. Im Gegensatz dazu versuchen Piloten von im Fernkampf unterlegenen Maschinen ihre Gegner in einen Dogfight zu verwickeln.

## BVR-Raketen
Zu BVR-Raketen zählen in der Regel Luft-Luft- und Luft-Boden-Raketen, welche über eine Einsatzreichweite verfügen, die sich außerhalb der Sichtweite des Piloten befindet. Aber auch Flugabwehr- und Boden-Boden-Raketen (abgeschossen z. B. von Kriegsschiffen oder mobilen, bzw. stationären Abschussrampen) können dazu gerechnet werden. In den meisten Fällen handelt es sich dabei um so genannte Fire-and-Forget-Waffen.
Einige BVR-Raketen:
Luft-Luft
- AIM-7 Sparrow
- AIM-54 Phoenix
- AIM-120 AMRAAM
- MBDA Meteor
- Wympel R-27
- Wympel R-33
- Wympel R-37
- Wympel R-77
- KS-172

Luft-Boden
- AGM-65 Maverick
- AGM-86 ALCM
- AGM-88 HARM